# Independent Spirit Awards 1989
Die vierte Verleihung der Independent Spirit Awards fand 1989 statt.

## Zusammenfassung
Eindeutiger Sieger der Verleihung war Ramón Menéndez’ Schuldrama Stand and Deliver mit gleich sechs Awards. Nur bei der besten Hauptdarstellerin (Jodie Foster in Pinguine in der Bronx (Five Corners)) und Kamera (Sven Nykvist für Die unerträgliche Leichtigkeit des Seins (The Unbearable Lightness of Being)) konnten sich andere Filme durchsetzen. So nutzten John Waters’ schriller Komödie Hairspray sechs Nominierungen nichts, es gab keinen Preis. Ramón Menéndez setzte sich als bester Regisseur gegen die starke Konkurrenz des bereits zweifachen Award-Siegers Oliver Stone durch. Bester Debütfilm wurde Pizza Pizza – Ein Stück vom Himmel (Mystic Pizza), die damalige Newcomerin Julia Roberts wurde als beste Hauptdarstellerin in diesem Film nominiert. James Woods war zum dritten Mal als bester Hauptdarsteller nominiert, konnte sich nicht gegen Edward James Olmos in Stand and Deliver durchsetzen. Bester ausländischer Film wurde eine deutsche Produktion, Wim Wenders’ poetische Parabel Der Himmel über Berlin. Er gewann gegen deutsche Konkurrenz: Percy Adlon.

## Gewinner und Nominierte

### Bester Film
Stand and Deliver – Tom Musca
Der Fall Randall Adams (The Thin Blue Line) – Mark Lipson
Hairspray – Rachel Talalay
Das Kuckucksei (Torch Song Trilogy) – Howard Gottfried
Patti Rocks – Sex macht Spaß (Patti Rocks) – Gregory M. Cummins, Gwen Field

### Bester Debütfilm
Pizza Pizza – Ein Stück vom Himmel (Mystic Pizza) – Regie: Donald Petrie; Produktion: Mark Levinson, Scott M. Rosenfelt
Border Radio – Grenzstation (Border Radio) – Regie: Allison Anders, Dean Lent, Kurt Voss; Produktion: Marcus DeLeon
The Chocolate War – Regie: Keith Gordon; Produktion: Jonathan D. Krane
Der Prinz von Pennsylvania (The Prince of Pennsylvania) – Regie: Ron Nyswaner; Produktion: Joan Fishman, Kenny Orent
The Wash – Regie: Michael Toshiyuki Uno; Produktion: Calvin Skaggs

### Bester Hauptdarsteller
Edward James Olmos – Stand and Deliver
Eric Bogosian – Talk Radio
Harvey Fierstein – Das Kuckucksei (Torch Song Trilogy)
Chris Mulkey – Patti Rocks – Sex macht Spaß (Patti Rocks)
James Woods – Der Preis des Erfolges (The Boost)

### Beste Hauptdarstellerin
Jodie Foster – Pinguine in der Bronx (Five Corners)
Ricki Lane – Hairspray
Nobu McCarthy – The Wash
Julia Roberts – Pizza Pizza – Ein Stück vom Himmel (Mystic Pizza)
Meg Ryan – Gelobtes Land (Promised Land)

### Bester Nebendarsteller
Lou Diamond Phillips – Stand and Deliver
Ernest Borgnine – Brooklyn Kid (Spike of Bensonhurst)
Divine – Hairspray
John Lone – Wilde Jahre in Paris (The Moderns)
John Turturro – Pinguine in der Bronx (Five Corners)

### Beste Nebendarstellerin
Rosanna DeSoto – Stand and Deliver
Bonnie Bedelia – Der Prinz von Pennsylvania (The Prince of Pennsylvania)
Deborah Harry – Hairspray
Amy Madigan – Der Prinz von Pennsylvania (The Prince of Pennsylvania)
Patti Yasutake – The Wash

### Beste Regie
Ramón Menéndez – Stand and Deliver
David Burton Morris – Patti Rocks – Sex macht Spaß (Patti Rocks)
Errol Morris – Der Fall Randall Adams (The Thin Blue Line)
Oliver Stone – Talk Radio
John Waters – Hairspray

### Bestes Drehbuch
Ramón Menéndez – Stand and Deliver
John Bradshaw, Alan Rudolph – Wilde Jahre in Paris (The Moderns)
David Burton Morris, Chris Mulkey, John Jenkins, Karen Landry – Patti Rocks – Sex macht Spaß (Patti Rocks)
John Patrick Shanley – Pinguine in der Bronx (Five Corners)
John Waters – Hairspray

### Beste Kamera
Sven Nykvist – Die unerträgliche Leichtigkeit des Seins (The Unbearable Lightness of Being)
Gregory M. Cummins – Patti Rocks – Sex macht Spaß (Patti Rocks)
Toyomichi Kurita – Wilde Jahre in Paris (The Moderns)
Robert Richardson – Talk Radio
Tom Richmond – Stand and Deliver

### Bester ausländischer Film
Der Himmel über Berlin – Wim Wenders
Aufstand in Kenia (The Kitchen Toto) – Harry Hook
Yeelen – Souleymane Cissé
Out of Rosenheim – Percy Adlon
Zwei Welten (A World Apart) – Chris Menges